# Roxana Ávalos
Roxana Edelmira Ávalos Veramatos (Callao, 25 de marzo de 1960-Lima, 31 de octubre de 2000) fue una bailarina, vedette, actriz y comediante peruana.

## Biografía
Sus padres fueron Armando Ávalos Quiroz y Matilde Veramatos Gallardo. Vivió en el distrito de La Victoria junto con la última y sus hermanos. Contrajo nupcias en 1980 a la edad de veinte años con Máximo Herrera, con quien concibió a su primer hijo, Christopher Herrera Ávalos.
Su relación no marcharía bien, por lo que se divorciaría en 1986. En 1994 inicia una relación con Alfredo Benavides y luego en América Televisión conocería a José Valdivia, con quien tendría dos hijos; Sebastián y Enzo Valdivia Ávalos, esta sería su última relación.

## Carrera
Desde niña siempre le gustaba bailar e intervino en infinidad de concursos de baile. Esto daría paso a participaciones en salsódromos y conciertos como bailarina de la mano con Luis Delgado Aparicio. Pronto la llevarían a formar parte del elenco de las revistas cómico musicales y café teatros. Debutó en 1982 en el Teatro Leguía junto con su hermana Liliana Ávalos en la obra Locos y locas.
Comenzó a participar en la televisión en la serie Los Detectilocos como bailarina. Le seguirá la serie Gusanosaurios, debutando como actriz.
En 1987 participa del programa de comedia Requetetulio, donde sería conocida como la Piquichona.
Para 1988 forma parte del programa cómico Risas y salsa, interpretando varios sketches y parodias musicales tales como «Los trifi-trafa», «La mucama entrometida» y «El callejón» con su personaje de la Hilacha. Esto le valió ser considerada como la mejor actriz de comedia en 1990. Se convertiría en la primera comediante mujer de Perú en tener su propio programa, La guardia Serafina, con el que obtendría premios como mejor actriz en el rubro de la comicidad.
Participó en el sketch de «Las vecinas de Huaycán», de Risas y salsa, compartiendo créditos con Ricky Tosso y Patricia Alquinta.
En 1997 todo el elenco de Risas y salsa se mudaría de canal para formar parte de Risas de América.
En 1999 se le diagnosticó cáncer pulmonar y falleció en el año 2000.

## Televisión

### Series
- Los Detectilocos
- Gusanosaurios
- La guardia Serafina[9][10]

### Comedias
- Requetetulio
- Risas y salsa[7]
- Risas de América